# فرودگاه رادیسون
فرودگاه رادیسون (به انگلیسی: Radisson Airport) یک فرودگاه خصوصی است که یک باند فرود چمن دارد و طول باند آن ۸۰۰ متر است. این فرودگاه در کشور کانادا قرار دارد و در ارتفاع ۵۱۱ متری از سطح دریا واقع شده است.